# Табулевич Йосип Титович
Йосип Титович Табулевич (29 березня 1906, місто Кременчук Полтавської губернії, тепер Полтавської області — 26 листопада 1994, місто Обнінськ Калузької області, Російська Федерація) — український радянський діяч, міністр комунального господарства Української РСР. Депутат Верховної Ради УРСР 2-го скликання. Полковник.

## Біографія
Народився в родині залізничника. Батько був литовцем, а мати — українкою. Почав працювати у 1918 році (з дванадцятирічного віку) спочатку поденним робітником на бурякових плантаціях, робітником у дорожнього майстра, а з 1920 року — учнем слюсаря і слюсарем залізничних майстерень депо станції Ромодан, де працював і його батько. У 1920 році вступив до комсомолу.
У 1923—1925 роках — секретар осередку комсомолу (ЛКСМУ) станції Сенча. З 1925 року — секретар Чорнухинського районного комітету ЛКСМУ.
Член ВКП(б) з 1926 року.
У 1927 році вступив на робітничий факультет Індустріально-педагогічного інституту імені Карла Лібкнехта у Москві, а у 1929 році — в Дніпропетровський інженерно-будівельний інститут. Тут уперше зустрів Петра Івановича Захарова, майбутнього начальника Лабораторії «В». Разом вони проходили практику на будівництві Луганського паровозобудівного заводу.
У 1933 році закінчив Дніпропетровський інженерно-будівельний інститут.
У 1933—1934 роках — виконроб будівництва Дніпровського магнієвого заводу на Дніпробуді.
У 1934—1935 роках — на Червоному флоті (РСЧФ). Служив червонофлотцем на крейсері Чорноморського флоту «Червона Україна». Брав активну участь у партійному житті корабля та редагував корабельну багатотиражку «Румб».
У грудні 1935—1937 роках — начальник виробничо-технічного відділу, заступник головного інженера тресту «Гідроканалбуд» в місті Дніпропетровську.
У 1937—1939 роках — начальник будівельної контори тресту «Мосмашбуд», зайнятої на будівництві Коломенського паровозобудівного заводу Московської області.
У березні — червні 1939 року — начальник головного будівельного управління Народного комісаріату комунального господарства Української РСР, яке будувало міст через Дніпро в Києві.
З червня 1939 року — член колегії Народного комісаріату комунального господарства Української РСР, заступник народного комісара комунального господарства Української РСР з будівництва. Влітку 1940 року введений до складу Господарської ради при Раді Народних Комісарів УРСР.
У жовтні 1940 — жовтні 1943 року — начальник Управління трудових резервів при Раді Народних Комісарів Української РСР.
Під час німецько-радянської війни у жовтні 1941 року був призначений уповноваженим Військової ради Південно-Західного фронту. З осені 1942 року по жовтень 1943 року — заступник начальника Штабу партизанського руху Української РСР.
31 жовтня 1943 — 11 лютого 1948 року — народний комісар (міністр) комунального господарства Української РСР. У червні 1945 року як уповноважений РНК УРСР і особливого комітету ДКО СРСР майже на рік був спрямований у відрядження в Німеччину для демонтажу устаткування підприємств за рахунок репарацій.
У 1948—1952 роках — начальник тресту «Київгазбуд»; начальник будівельного управління тресту «Укргазнафтобуд».
У лютому 1952 — листопаді 1953 року — виконувач обов'язків заступника директора з господарської роботи атомної Лабораторії «В» у селищі Малоярославець-1 (Обнінську) Калузької області.
У листопаді 1953 — 1969 року — заступник директора із загальних питань і капітального будівництва Лабораторії «В» (Фізико-енергетичного інституту) в місті Обнінську. З ініціативи Й. Табулевича й за його активної участі був розроблений Генеральний план будівництва міста. Входив до складу виконавчого комітету Обнінської міської ради депутатів трудящих Калузької області.
З 1969 року — на пенсії в місті Обнінську.

### Родина
- Дружина — Галина Олександрівна Табулевич (20 квітня 1912 — 19 грудня 1987), радянський педагог. Директор обнінської школи № 1 в 1949—1960 роках.
- Пасинок — Борецький Юрій Олександрович(1935—2003), режисер, актор.
- Онук — Олег Юрійович Борецький (29 грудня 1963 — 7 червня 2020), режисер, продюсер, актор.
- Правнук — Ілля Олегович Борецький (нар. 1996).

## Звання
- військовий технік
- полковник

## Нагороди
- орден Леніна
- орден Вітчизняної війни І ст. (6.04.1985)
- два ордени Трудового Червоного Прапора (1941, 1956)
- орден Червоного Прапора
- орден «Знак Пошани»
- медаль «Партизанові Вітчизняної війни» 1-го ст.
- медаль «За перемогу над Німеччиною у Великій Вітчизняній війні 1941—1945 рр.» (1945)
- медалі
- премія Ради Міністрів СРСР
- почесний громадянин міста Обнінська